# Ozhukarai
Ozhukarai est une ville indienne située dans le district de Pondichéry.

## Démographie
Selon le recensement indien de 2011, Ozhukarai comptait 300 104 habitants. Les hommes représentent 49,48 % de la population et les femmes 50,52 %. Elle avait un taux moyen d'alphabétisation de 77 %, supérieur à la moyenne nationale de 59,5 % : 83 % des hommes et 71 % des femmes. 11 % de la population était âgée de moins de 6 ans.